# Teodozije I. Aleksandrijski
Sv. Teodozije I. iz Aleksandrije (umro 5. lipnja 567.) bio je posljednji Aleksandrijski patrijarh kojega su priznavali i Kopti i Melkiti.
Kao nasljednik Timoteja IV., bio je cijenjen patrijarh, pa je na molbu arapskog kralja Gasanidije Al-Harit ibn Džabalaha, te zalaganjem bizantske 
carice Teodore, godine 533/4. zaredio Jakova Baradija za biskupa Edesse.
Teodozija je neosporno u početku priznavao i car Justinijan I. i Istočna pravoslavna Crkva. Međutim, zbog svoje krute miafizitske teologije, Istočna pravoslavna Crkva u Aleksandriji ga je u konačnici odbacila, te ga je Justinijan I. morao izopćiti 536. godine, da bi ga potom dao i zatvoriti. Umjesto njega za patrijarha je imenovan Pavle.
Pošto su Kopti nastavili priznavati Teodozija, došlo je do raskola između Kopta i Melkita. Ovaj raskol traje sve do danas.
Teodozije je, iako zatvoren, nastavio biti priznat kao papa Koptske aleksandrijske Crkve. Bio je u tamnici u Gornjem Egiptu, gdje je proveo posljednjih 28 godina svog života. Nakon Teodozijeve smrti Koptska je Crkva izabrala Petra IV. za njegovog nasljednika.
Teodozije se obilježava u koptskom sinaksarionu kao 28. dan Ba'unah (5. lipnja), što je spomen na dan njegove smrti.